# Kunstmuseum Bayreuth
El Kunstmuseum Bayreuth es el museo de arte contemporáneo de la ciudad de Bayreuth. Las salas históricas del Ayuntamiento barroco presentan exposiciones de arte contemporáneo y moderno clásico. La oferta incluye visitas guiadas, actividades educativas y conferencias.

## Colección

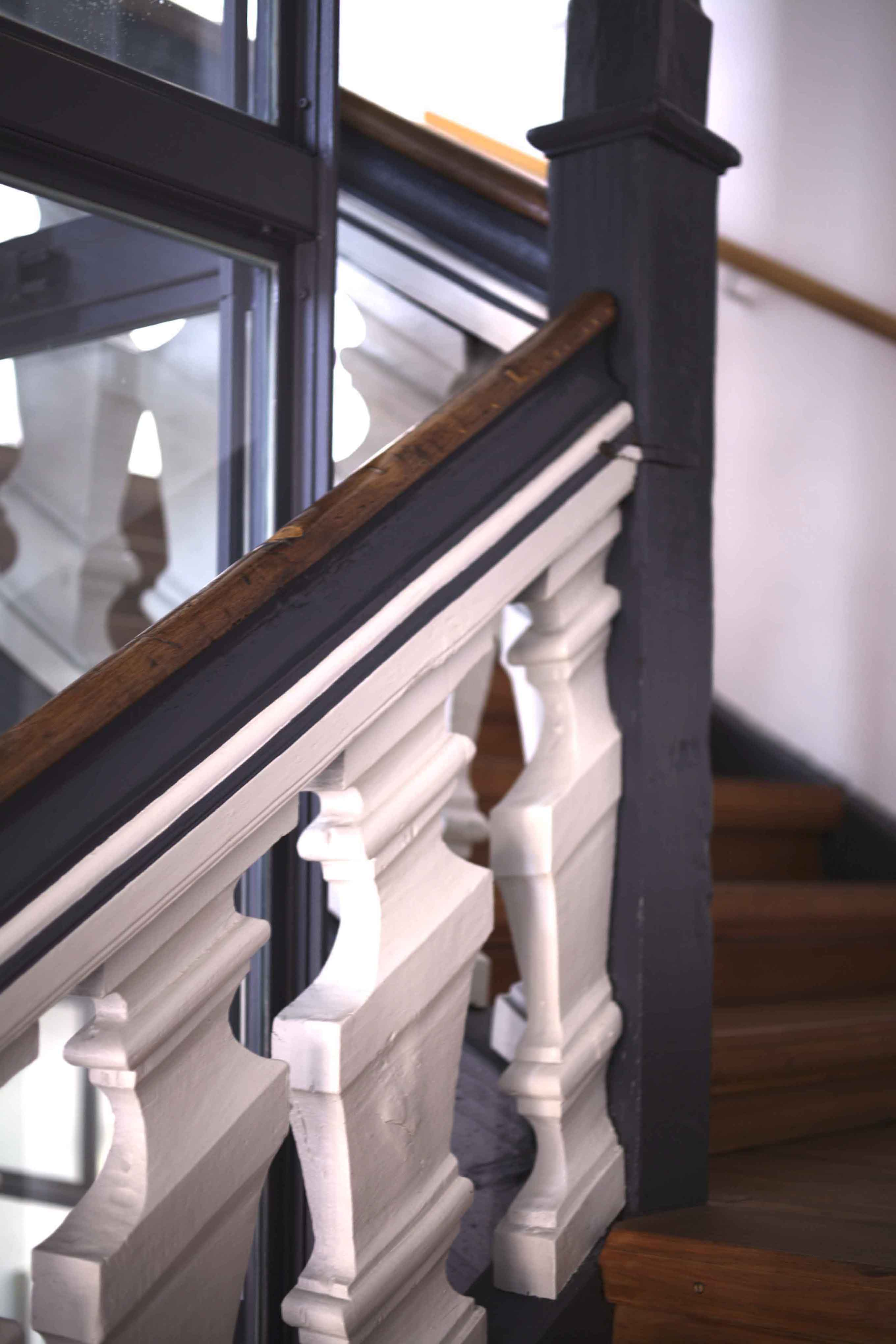
Kunstmuseum Bayreuth, la escalera con l'ascensor

La colección del museo se centra en el arte del siglo XX. Entre las cerca de 10.000 obras, los trabajos sobre papel son con diferencia el grupo más numeroso. Los grabados, dibujos y acuarelas se encuentran en el repositorio. Algunas veces las obras y grupos de obras individuales son exhibidas en exposiciones.
El museo del cartel dentro del Kunstmuseum Bayreuth contiene cerca de 17.000 carteles. Los diseños se centran en contenidos culturales, tales como la literatura, el teatro, las exposiciones o la música, pero otros temas como la historia contemporánea, los deportes y los viajes están también representados en gran variedad.

### Instituciones independientes, fundaciones y colecciones
La fundación Dr. Helmut und Constanze Meyer Kunststiftung y la colección Caspar Walter Rauh Sammlung der Oberfrankenstiftung constituyeron en 1991 la base del museo, que se amplió en 1992 con una donación de obras del expresionista Georg Tappert. Con la fundación del Kunstmuseum Bayreuth se estableció en 1999 la colección Tabakhistorischen Sammlung del British American Tobacco. La Prof. Dr. Klaus Dettmann Kunststiftung fue fundada en 2002, seguida por la Voith von Voithenberg Stiftung en 2009. La Werner Froemel Sammlung der Oberfrankenstiftung supuso un gran enriquecimiento de las colecciones del Museo en 2010. La Georg Jacob Best Kunststiftung Viola Schweinfurter constituye la fundación más reciente del Museo desde 2014.

### Donaciones y adquisiciones
El inventario del Museo crece de manera continuada desde 1999 gracias a las propias adquisiciones. La colección Sammlung Hertha Drescher und Günter Ruckdäschel forma parte del Museo de Arte desde 2000. El Prof. Dr. Felix und Sybille Böcker Schenkung existe desde 2008. El círculo de amigos del Kunstmuseum Bayreuth ha hecho generosas donaciones desde 2005. El traslado del Kleines Plakatmuseum al Kunstmuseum Bayreuth tuvo lugar en 2012.

## Historia

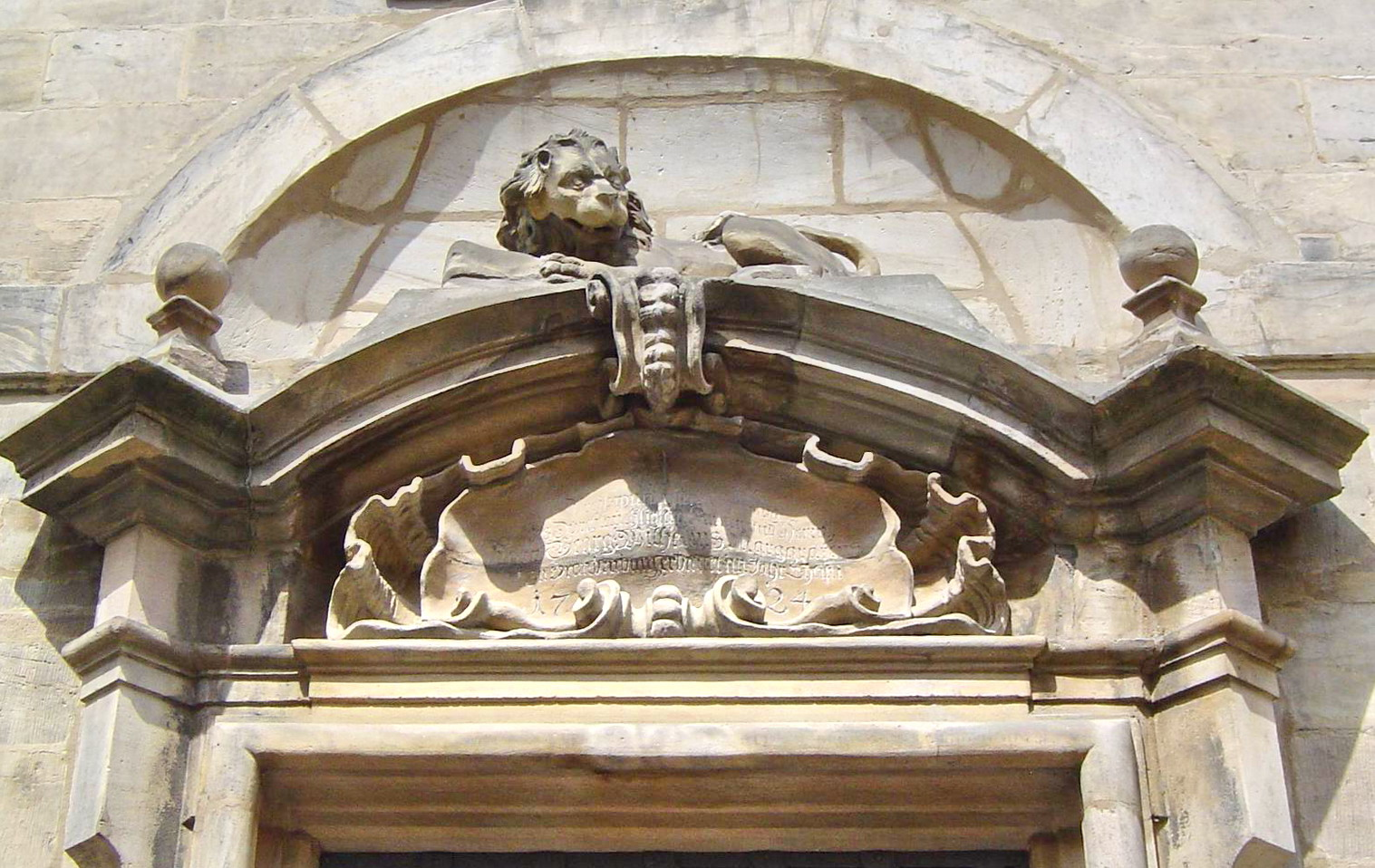
Kunstmuseum Bayreuth, el animal heráldico del Margrave de Bayreuth

El inicio de la construcción del edificio se remonta a la Edad Media. Después de su destrucción como consecuencia de las guerras husitas en 1430 y el gran incendio en la ciudad en 1621, el edificio fue convertido en Ayuntamiento de Bayreuth en 1721. Esta función se mantuvo hasta 1917. De 1722 a 1727 el edificio fue reformado en estilo barroco bajo la dirección del Arquitecto del Margrave Johann David Rantz. De 1797 a 1812, el antiguo Ayuntamiento acogió la sede de la Corte Municipal y el Tribunal de Distrito se reunió aquí desde 1816 hasta 1832.
Hasta 1916, el edificio acogió diversas instituciones públicas, como una escuela de negocios o la oficina municipal de correos. Con la inauguración del nuevo Ayuntamiento en Luitpoldplatz, el antiguo Ayuntamiento perdió sus funciones administrativas en 1916. Durante la República de Weimar, el Ayuntamiento barroco acogió los salones de la biblioteca de la ciudad entre 1921 y 1928. Tras la destrucción del nuevo Ayuntamiento en Luitpoldplatz durante la Segunda Guerra Mundial, el antiguo Ayuntamiento regresó a sus oficinas representativas en 1945. La construcción del moderno Ayuntamiento en 1972 significó un nuevo cambio de función del edificio, que se convirtió en sede de la Policía Estatal. Después de que el alcalde Dieter Mronz ganase para Bayreuth el Dr. Helmut y Constanze Meyer Kunststiftung, el antiguo ayuntamiento fue elegido como sede del Museo de Arte de Bayreuth, que disfruta de su nueva ubicación desde diciembre de 1999.